# 阿塞拜疆邮政编码

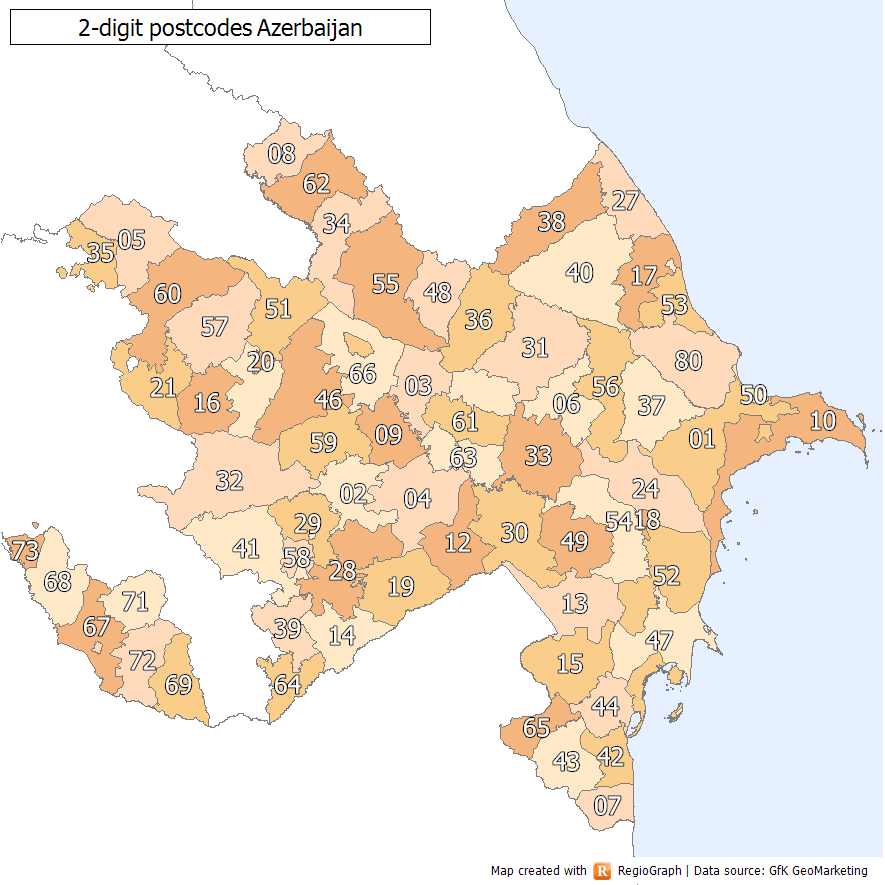
阿塞拜疆邮政编码。

阿塞拜疆邮政编码由4位数字组成，1992年之前，是由6位数组成。頭兩個數字用以區分所屬省份，尾兩個數字則用作更詳情的劃分。